# Zeppelin: Giants of the Sky
Zeppelin – Giants of the Sky ist ein Computerspiel und 1994 für IBM PC als auch Commodore Amiga erschienen. Es war die erste Veröffentlichung des deutschen Spieleherstellers Ikarion. In den USA, Großbritannien und Irland wurde das Spiel von MicroProse vertrieben.

## Spielprinzip
Bei „Zeppelin – Giants of the Sky“ handelt es sich um eine geschichtliche und wirtschaftliche Simulation des Pionierzeitalters der Luftschifffahrt. Im Jahr 1901 erbt der Spieler (1- und 2-Spielermodi möglich) eine Zeppelinwerft und muss versuchen sein eigenes Unternehmen zum Erfolg zu führen. Hierbei kann er neue Luftschiffe bis zum Modell Z-8 entwickeln lassen, das über eine Beförderungskapazität von 750 Personen bei einer Höchstgeschwindigkeit von 210 km/h verfügt. Ebenso lassen sich die gebrauchten Luftschiffe am Standort Berlin verkaufen sowie Investorenaufträge für neue Luftschiffe annehmen. Für ein permanentes Einkommen kann man Fluglinien aufbauen. Um das Unternehmen an die Börse zu bringen, wechselt man in die Kategorie „Finanzen“, dort erhält man auch einen Überblick über Ein- und Ausgaben. Mit eigenen Zeppelinen können Passagierfahrten unternommen werden, die mehrere Millionen Pfund pro Fahrt einbringen können. Ebenfalls lassen sich Rekorde aufstellen sowie einen sprachlich höchst anspruchsvollen Flirt mit einer gebildeten, christlichen Dame von Welt unterhalten, die den Spieler letztlich ehelichen will. Eingerahmt ist dies alles mit historischen Ticker- und Zeitungsmeldungen, die den Spieler über die tatsächlichen Ereignisse der damaligen Zeit informieren. Zur Anerkennung erhält der Spieler bereits zu Anfang vom Kaiser begehrte Ordensabzeichen.

## Wissenswertes
Das ganze Spiel wurde absichtlich in verschiedenen Brauntönen gehalten, um den Flair der damaligen Zeit einzufangen und weil der Standard VGA-Modus bei der gewünschten höheren Auflösung von 640 × 480 Pixeln bzw. Modus 12h nur 16 Farben erlaubt, die aber aus einer Palette von 23×6 − 1 = 262143 Farbwerten frei gewählt werden können. Durch die Beschränkung auf nur Brauntöne, reichten auch 16 unterschiedlich braune Farbwerte um ein stimmiges Gesamtbild zu erzeugen. Dass dies zu einem historischen Grafikstil, vergleichbar mit alten Schwarz Weiß Fotos dient, war ein praktischer Nebeneffekt dieser technischen Beschränkung.
Für mehr Farben wären VESA BIOS Extension Modi (auch umgangssprachlich SVGA Modi genannt) erforderlich gewesen, die neben einem passenden VESA-Treiber aber SVGA-fähige Grafikkarten mit mindestens 512 KiB Video-RAM erfordert hätten. Die meisten frühen Standard-VGA-Karten hatten allerdings nur 256 KiB Video-RAM und konnten daher mangels genügend Video-RAM keine SVGA-Modi darstellen. Diesen Markt hätte man bei einer Wahl eines VESA-VBE-Modus somit nicht bedienen können, was sich negativ auf die Verkaufszahlen ausgewirkt hätte.
Damit gehört dieses Spiel neben Syndicate zu einem der wenigen Spiele, die den höher aufgelösten Standard-VGA-Modus 12h verwendet haben, bevor die ganzen VESA-VBE-SVGA-Spiele mit hohen Auflösungen und mehr Farben auf den Markt kamen.

## Weitere Auflagen
- Zusätzlich gab es eine CD-Version in limitierter Auflage mit Extra-Soundtrack-CD.
- Erschienen in der Green-Pepper-Serie
- Erschienen in Bestseller Games Collection
- Erschienen in Sat.1 Software Edition
- Erschienen in Megastark CD ROM Collection
- Erschienen in Golden 1 Edition

## Bewertungen und Preise
Das Spiel wurde in verschiedenen Zeitschriften und Magazinen bewertet und erhielt insgesamt durchweg gute Kritiken. In der Ausgabe „Die 100 besten Spiele 1994“ von Power Play erreichte es eine Bewertung von 76 %.
ASM vergab in der Ausgabe März 1994 11 von 12 Punkten und zeichnete das Spiel mit dem Titel „ASM Hit“ aus. PC Joker bewertete es in der Ausgabe 2/94 mit 81 %, während PC Player in der gleichen Ausgabe eine Bewertung von 67 % vergab. Auch in PC Games (Ausgabe 3/94) schnitt das Spiel mit 78 % gut ab. PC Sammelspiele bewertete es in der Ausgabe 3/94 mit 2 Sternen, wobei diese Bewertung die Kategorien Grafik, Sound, Motivation und Preis berücksichtigte. Die Zeitschrift Playtime vergab eine Bewertung von 75 %, und PC Praxis (Ausgabe 4/94) äußerte sich mit einem Daumen nach oben.
In der Ausgabe 16/98 von Computer Bild wurde das Spiel als „sehr gut“ bewertet und als Preis-Leistungs-Sieger ausgezeichnet. Schließlich erhielt es in der Ausgabe 5/1995 von Amiga Joker eine Bewertung von 73 %.

## Chartplatzierungen
- PC Joker: 4. Platz (Business-Charts)
- Top Aktuell (10/94): 2. Platz (PC-Spiele Leserhitparade)
- Kingsoft Top-Ten: 2. Platz (4/94)

## Credits
- Idee, Programmierung: Sven Vogelgesang
- Co-Programmierung: Roman Mathar
- Grafische Konzeption: Sven Vogelgesang, Lars Vogelgesang
- Grafik: Martin Selzer
- Musik: Matthias Steinwachs
- Soundeffekte: Sven Vogelgesang
- Dokumentation: Norbert Beckers, Sven Vogelgesang